# Embelia elevativena
Embelia elevativena är en viveväxtart som beskrevs av Kanehira och Hatusima. Embelia elevativena ingår i släktet Embelia och familjen viveväxter. Inga underarter finns listade i Catalogue of Life.